# 復讐は俺に任せろ
『復讐は俺に任せろ』（ふくしゅうはおれにまかせろ、原題：The Big Heat）は、1953年制作のアメリカ合衆国のサスペンス映画。フリッツ・ラング監督のフィルム・ノワール。
1999年に「ビッグ・ヒート/復讐は俺にまかせろ」と改題されてリバイバル公開された。
2011年、アメリカ国立フィルム登録簿に登録された。

## あらすじ
巡査のトム・ダンカンが自殺した。彼の遺書にはギャングのマイク・ラガナ一味が市政を牛耳っていること、自分もそれに関係していたことなどが書かれていた。トムの妻バーサは警察へは病死と偽って報告する一方、遺書を利用してラガナを恐喝する。
警部のデイヴ・バニオンはトムの死因に疑いを持っていたが、トムと駈け落ちの約束をしていた酒場女ルーシーがギャング一味に殺されたことから疑いは一層深まった。
だが、デイヴは署長からこの事件から手を引けと命じられた。警察上層部にもラガナの手が及んでいたのだ。しかし、デイヴはそれを振り切って捜査を進める。すると、ラガナは彼の妻ケイティを事故に見せて殺してしまう。これに怒ったデイヴは辞表を叩きつけ、1人で調査を進めていく。
デイヴはラガナの子分ヴィンスの情婦デビーに接近した。ヴィンスはデビーとデイヴの仲を疑い、嫉妬のあまりデビーの顔に熱いコーヒーを浴びせ大火傷をさせた。
デビーはバーサを射殺してトムの遺書を奪い、さらにヴィンスを待ち伏せして、自分が受けたのと同じように熱いコーヒーを彼に浴びせた。
怒ったヴィンスは彼女を撃ち、逃亡しようとしたがデイヴに追われ、拳銃戦の末、ついに逮捕されたが、デビーは死んだ。
そして全ての事実が明らかになり、デイヴは警察に復職したのだった。

## キャスト
- デイヴ・バニオン - グレン・フォード（日本語吹替：木村幌）
- デビー - グロリア・グレアム
- ヴィンス - リー・マーヴィン
- ケイティ - ジョスリン・ブランド
- ルーシー - キャロリン・ジョーンズ
- バーサ・ダンカン - ジャネット・ノーラン
- マイク・ラガナ - アレクサンダー・スコービー